# Guillaume Lemay-Thivierge
Pour les articles homonymes, voir Lemay et Thivierge.
Guillaume Lemay-Thivierge est un acteur, animateur de télévision et réalisateur québécois né le 28 février 1976 à Saint-Jérôme.

## Biographie
Il fait ses premières apparitions à l'âge de huit ans avec son rôle de Monsieur Émile dans le très populaire film Le Matou. Il trace son chemin petit à petit dans plusieurs domaines, notamment le théâtre, l'animation, la radio, la télévision, le cinéma et le cirque. Il découvre à l'âge de 18 ans un univers qui prendra beaucoup de place dans sa vie : le parachutisme. En 2001, il ouvre sa première école de parachutisme, Voltige 2001 à Notre-Dame de Lourdes, tout près de Joliette, puis en 2009 l'Espace Aérodium, un simulateur de chute libre situé au Parc Jean-Drapeau, à Montréal.

## Vie privée
Guillaume a partagé sa vie avec l'actrice québécoise Mariloup Wolfe pendant 14 ans et ils ont eu ensemble deux garçons prénommés Manoé et Miro. Le couple, qui s'est rencontré sur le plateau de tournage de l'émission jeunesse Ramdam, a annoncé sa séparation en novembre 2015 après neuf ans de mariage. Guillaume est aussi le père de Charlie, née d'une précédente union. 
L'acteur est maintenant en couple avec Émily Bégin, une chanteuse ayant fait la première édition québécoise de Star Académie. L'annonce de leur relation a été faite par une vidéo mise en ligne en février 2016. Le 23 juillet 2016, il a annoncé sur les médias sociaux la venue de son quatrième enfant, dont le premier pour Émily. Le 3 février 2017, elle donne naissance à un petit garçon qui se nomme Théodore.

### Controverses
Le 23 septembre 2021, il fait les manchettes pour avoir refusé d'être vacciné contre la Covid-19. Il perd le contrat de la série District 31. Il aurait contacté des collègues artistes pour leur dire que leur adhésion à ces mesures sanitaires était une erreur, les qualifiant même de « lavage de cerveau ». Son avenir avec Québecor reste incertain puisque Québecor exigera le passeport vaccinal pour tout le monde. 
Puis dans la même journée, dans une missive envoyée aux médias, l’acteur avoue avoir eu l’intention d’être adéquatement protégé par un vaccin avec lequel il se sentait confortable.
Le 25 septembre 2021, il perd son contrat avec Hyundai pour son refus d'être vacciné.
Puis, le 18 septembre 2022, il refait les manchettes à la suite de sa monopolisation non sollicitée d'un segment de la 37e édition des Prix Gémeaux. Coupant la parole à l'animatrice Véronique Cloutier et le temps d'antenne aux réalisatrices Ingrid Falaise et Léa Clermont-Dion, l'acteur invite la communauté artistique à « montrer l'exemple ». Cette intervention est jugée par plusieurs comme causant un malaise en plus d'être narcissique, malhabile et incompréhensible,.
Le 15 mars 2024, il fait à nouveau les manchettes pour avoir fait une publication raciste sur les réseaux sociaux

## Filmographie

### Télévision
- 1986 : Épopée rock : Ti-Guy
- 1986 : Les Beaux Dimanches, Silence, on tourne ! : animateur et comédien
- 1987 : Le Frère André : lui-même
- 1988 : Cœur de Nylon : Christian
- 1990 : Téléfilms Lance et compte  : Le Crime de Lulu : Daniel
- 1993 : Bye mon grand'' : Charles
- 1993-1995 : Chambres en ville : Corneille
- 1994 : Les Intrépides : Sébastien
- 1995 : Sur la piste : comédien et reporter
- 1998 : Omertà 3 : lui-même
- 1998 : Un hiver de tourmente : lui-même
- 1998 : Ent'Cadieux : Nicolas Berval
- 1999-2000 : Radio Enfer : Jean-David
- 1999-2000 : Les Frimousses : roi Jovial Premier
- 2001 : Avoir su... : Ben
- 2001 : Anecdotes : Guillaume
- 2001-2008 : Ramdam : Maxime
- 2002-2003 : Rumeurs : Samuel
- 2004 : Détect.inc. : Raphaël
- 2005 : Trudeau : Roger Rolland
- 2005 : Le Négociateur : Mario Dubé
- 2006 : Mon ami l'espion : un trapéziste
- 2006 : Casino : Stéphane Dumas
- 2006 : Le Match des étoiles : concurrent
- 2006 : Lance et compte : La Revanche : Maxim Marois
- 2007 : Casino 2 : Stéphane Dumas
- 2007 et 2009 : Dieu merci!
- 2008 : Stan et ses stars : Troy Lacaille
- 2009 : Lance et compte : Le Grand Duel : Maxim Marois
- 2009 : Taxi 0-22 : lui-même
- 2009 : L'Heure de gloire : concurrent
- 2010 : Tactik : Troy Lacaille
- 2012 : 30 vies : Vincent Picard
- 2016 : Mensonges : Christian
- 2016-2017 : Ruptures : Antoine
- 2016 : Les Beaux Malaises : l'ancien propriétaire arnaqueur
- 2017 : Cheval-Serpent : David

### Cinéma
- 1984 : Les Années de rêves : Mathieu
- 1985 : La Dame en couleurs : Ti-cul
- 1985 : Le Matou : Monsieur Émile
- 1986 : L'Homme à la traîne : voyou
- 1986 : Hold-Up : l'enfant au lapin
- 1987 : Le Sourd dans la ville : rôle-titre
- 1987 : Wild Thing : Wild Thing (12 ans)
- 1990 : Angel Square : Coco
- 1993 : La Florida : Cyrille
- 1994 : Louis 19, le roi des ondes  : technicien
- 2000 : Varian's war : Porter
- 2000 : Christmas diva movie : Yves
- 2002 : Les Immortels : Paul
- 2003 : Mauvaise conduite (film canadien) : le conducteur
- 2003 : Spymate : Fly
- 2004 : Trois petits coups : Miss me
- 2007 : Les 3 P'tits Cochons : Christian
- 2007 : Nitro : Max
- 2008 : La Ligne brisée : Danny
- 2009 : Les Pieds dans le vide : Charles
- 2009 : Détour : Roch
- 2010 : Filière 13 : Jean-François
- 2010 : Le Poil de la bête de Philippe Gagnon : Joseph Côté
- 2011 : Frisson des collines : Tom Faucher
- 2016 : Les 3 P'tits Cochons 2 : Christian
- 2016 : Nitro Rush : Max

### Vidéoclip
- 1989 : Chevaliers enfants de Mario Trudel
- 1992 : 16 ans de Guillaume Lemay-Thivierge

## Radio/Doublage
- 2010 : Toy Story 3 : voix de Ken
- 2009 : Horton
- 2008 : Carl au carré
- 2008 : The Comeback
- 2006 : C't'encore drôle : animateur remplaçant

## Théâtre
- 1989 : Le con parfait : Guillaume
- 1991 : Pied de poule : François Perdu
- 1992 : La chauve-souris de Strauss
- 1996-1997 : Amies à vie : Loïc
- 1998 : Silence en coulisse : le machiniste et l'accessoiriste
- 1999 : La sainte paix
- 1999 : Les caprices de Marianne : Tibia
- 2003-2004 : Les fourberies de Scapin : Octave
- 1994-2010 : Guillaume Lemay-Thivierge en spectacle...et Vincent ! (160 représentations)
- 2011-2019 : Ladies Night : Sylvain
- 2018-2019 : Fais-toi une belle vie : Michel

## Animation
- 1996 : Téléthon de la paralysie cérébrale
- 1997 : Levée de fonds pour la fibrose kystique
- 1998 : Québec en motoneige : coanimateur
- 2000 : Le Petit Journal : coanimateur
- 2000-2004 : Téléthon Opération Enfant Soleil
- 2001 : Jeux du Québec
- 2001 : Passions loisirs : animateur
- 2001-2003 : Visez dans le mile : animateur
- 2007-2008 : Galas de boxe au Centre Bell
- 2009-2010 : La Saint-Jean-Baptiste aux Plaines d'Abraham à Québec
- 2011 : Karv, l'anti.gala 2011
- 2013 : Faites-moi confiance, quiz diffusé à TVA
- 2019 - : Si on s'aimait, TVA
- 2021-2024 : Chanteurs masqués, TVA

## Discographie
- 1988 : Le rapt du matou gymnaste - Simple - (Disques TP)
- 1992 : L'ado - album - (Disques ISBA)

## Porte-parole
- Hyundai
- Fête des Neiges de Montréal
- Raid Harricana
- Régates de Valleyfield
- Concours du Parc Équestre de Blainville
- Journée Bug's Life pour Rêves d'enfants
- Action Suicide
- Unicef
- Haute-Voltige Laurentides
- Le Grand défi Pierre Lavoie

## Récompenses et nominations
- 2005 : Gala des Prix Gémeaux: Nomination « Meilleure interprétation dans un rôle de soutien » pour Le Négociateur
- 2006 : Gala des Prix Gémeaux: Gagnant « Meilleure interprétation dans un rôle de soutien dans une émission jeunesse » pour Ramdam
- 2006 : Gala des Prix Gémeaux: Nomination « Meilleure interprétation premier rôle masculin dans une émission dramatique » pour Casino
- 2007 : Karv l'anti-gala: Gagnant « L'artiste que vous voudriez avoir comme père »
- 2007 : Flash d'or: Gagnant « Si vous aviez à survivre en forêt, quelle personnalité québécoise vous serait le plus utile? »
- 2007 : Gala des Prix Gémeaux: Nomination « Meilleure interprétation dans un rôle de soutien dans une émission jeunesse » pour Ramdam
- 2008 : Gala des Prix Genies: Nomination « Interprétation masculine rôle de soutien » pour Les trois petits cochons
- 2008 : Gala des Prix Jutra: Nomation « Meilleur acteur » pour Nitro et « Meilleur acteur de soutien » pour Les trois petits cochons
- 2008 : Karv l'anti-gala: Gagnant « L'artiste québécois que vous voudriez avoir comme père »
- 2009 : Karv l'anti-gala: Gagnant « L'artiste québécois le plus hot »